# ياروسلاف بوتشيك
ياروسلاف بوتشيك (13 ديسمبر 1912 – 10 أكتوبر 1987) لاعب كرة قدم تشيكوسلوفاكي راحل كان يجيد اللعب في خط الوسط .
لعب طوال مسيرته الرياضية في أندية سبارتا براغ (1930-1931) رين الفرنسي (1931-1933) وسبارتا براغ (1933-1938).
مثل منتخب تشيكوسلوفاكيا 31 مباراة مسجلا هدف واحد (1934-1939). شارك مع منتخب تشيكوسلوفاكيا في بطولتي كأس العالم 1934 في إيطاليا حيث احتل المركز الثاني و1938 في فرنسا.

## وصلات خارجية
- ياروسلاف بوتشيك على موقع الاتحاد الدولي (مؤرشف)  (الإنجليزية)
- ياروسلاف بوتشيك على موقع الاتحاد التشيكي (الإنجليزية)
- ياروسلاف بوتشيك على موقع قاعدة بيانات كرة القدم.إي يو (الإنجليزية)
- ياروسلاف بوتشيك على موقع ناشيونال فوتبول تيمز (الإنجليزية)
- ياروسلاف بوتشيك على موقع عالم كرة القدم.نت (الإنجليزية)

- سيرة ذاتية
- سيرة ذاتية